# 日野道夫
日野 道夫（ひの みちお、1914年〈大正3年〉3月10日 - 没年不詳）は、日本の俳優。本名同じ。
北海道函館市出身。北海道庁立函館中学校（現在の北海道函館中部高等学校）卒業。いむらプロに所属していた。

## 来歴・人物
中学校卒業後、新協劇団を経て劇団俳優座に入り、移動演劇の芙蓉隊に参加する。1946年3月、俳優座第一回公演『検察官』の舞台に立つ。後に劇団民藝を経てフリーとなり、この間にもジャンルを問わず多くの作品に出演していた。
2004年に公演された舞台『アマデウス』以降の作品が見当たらず、以後の消息は不明である。没年不詳。

## 代表作品

### 映画
- 悲恋華（1950年、松竹）
- 薔薇合戦（1950年、松竹）- シネロマンス社員
- 左近捕物帖 鮮血の手形（1950年、松竹）- 侍・山里
- とんぼ返り道中（1951年、松竹）- 近所のひと
- 獣の宿（1951年、松竹）- タクシーの運転手
- 原爆の子（1952年、近代映画協会、劇団民藝）- 孝子の同僚
- 縮図（1953年、近代映画協会）- 病院の用務員
- 東京の空の下には（1955年、日活）- 古物商
- トランペット少年（1955年、東映教育映画部）- 熊吉
- 姉さんのお嫁入り（1956年、日活）- 隣の御主人
- 倖せは俺等のねがい（1957年、日活）- 労働者B
- 誘惑（1957年、日活）- 小月常務
- 紅の翼（1958年、日活）- 八丈島の警察官
- その女を逃がすな（1958年、日活）- 「五十鈴荘」の管理人・遠山
- その壁を砕け（1959年、日活）- 食堂の主人
- 才女気質（1959年、日活）- 交番の巡査
- 脅迫の影（1959年、日活）- 仙田の弟分
- 密会（1959年、日活）- 電気工事の作業員
- 十代の狼（1960年、日活）- 強盗殺人があった家の隣人
- ガラスの中の少女（1960年、日活） - 遺体を回収する村人
- あした晴れるか（1960年、日活）- 洋品店の主人
- 花と娘と白い道（1961年、日活）- どんどん焼き屋のオヤジ・松五郎
- 大人と子供のあいの子だい（1961年、日活）- 父親の元同僚
- 母ぁちゃん、海が知ってるよ（1961年、日活）- 漁師の作吉
- 気まぐれ渡世（1962年、日活）- 赤ちゃんの父親・黒木
- 何もかも狂ってやがる（1962年、日活）- 学校の用務員
- 泥だらけの純情（1963年、日活）- 村山刑事
- 天国と地獄（1963年、東宝）- 新聞記者
- 川っ風野郎たち（1963年、日活）- 優しい警察官
- アリバイ（1963年、日活）- タレコミ屋・下里
- みんなわが子（1963年、全農映） - 宇沢の村民・源作
- 非行少女（1963年、日活）- 恵愛学園の職員
- 月曜日のユカ（1964年、日活）- 夢の中の警察官
- 猟人日記（1964年、日活）- RH- AB型の老人
- 帝銀事件 死刑囚（1964年、日活）- 帝銀支店長代理
- 日本列島（1965年、日活）- 町の印刷工場の男・生沢
- 七人の刑事 終着駅の女（1965年、日活）- 上野駅構内でたむろする浮浪者
- 泣かせるぜ（1965年、日活）- 海運会社の支店長・殿村
- 結婚相談（1965年、日活）- 高林の不正取引相手の手先
- 賭場の牝猫 素肌の壺振り（1965年、日活）- 情報屋・亀井
- 刺青一代（1965年、日活）- 飯場の老人・徳さん
- 血と海（1965年、日活）
- 河内カルメン（1966年、日活）- 武田勇吉（露子の父）
- 東京流れ者（1966年、日活）- 吉井商事の社長
- 太陽が大好き（1966年、日活）- 「とがくし」の主人
- 愛と死の記録（1966年、日活）- 幸雄と同室の入院患者
- けんかえれじい（1966年、日活） - ガニ股先生
- 反逆 (1967年、日活) - 大東興信所の所長・浜田
- 娘の季節（1968年、日活）- 森川次長
- 忘れるものか（1968年、日活）- OT商事の社員
- 広域暴力 流血の縄張（1969年、日活） - 輸入品仕入れ業者・平井
- 涙でいいの（1969年、ピロ企画＝日活）- 千春と千秋の父親
- 日本最大の顔役（1970年、日活）- 湾岸警察署の町田刑事
- どですかでん（1970年、東宝） - 島悠吉の同僚・井河
- 渡世人 命の捨て場（1971年、日活）- 織物協同組合の組合長・小林甚吉
- 朝霧（1971年、日活）- 坂井由紀の父親
- 鴎よ、きらめく海を見たか めぐり逢い（1975年、ATG）
- あにいもうと（1976年、東宝）- 貫一
- 団鬼六「ヤクザ天使」 縄地獄（1978年）- 南原組の代貸・井沢
- 隠密同心・大江戸捜査網（1979年、東宝） - 徳右衛門
- 神様のくれた赤ん坊（1979年、松竹） - 天草の老人
- はだしのゲンPART3 ヒロシマのたたかい（1980年）
- 元祖大四畳半大物語（1980年、日活）
- 愛情物語（1984年、角川春樹事務所）
- Wの悲劇（1984年、角川春樹事務所）
- 人間の約束（1986年、東宝東和）- 首吊りの真似をする老人
- 輪舞（1988年、にっかつ）

### テレビドラマ
- 子供の時間 / 子供のドラマ 山羊のうた（1953年、NHK） - トビアス
- ドラマ（NHK）
  - 見知らぬ子（1954年）
  - 忍術小僧（1957年）
  - 千羽鶴の子ら（1958年）
  - 煙突は笑っている（1958年）
- 綴方劇場 / 母の手（1955年、NHK） - 父親
- 映画 / 丘の上（1956年、NHK） - 次席
- 連続ドラマ / つり竿とハンドル（1957年、NHK）
- 夏休みのプレゼント / 科学物語 アルフレッド・ノーベル（1957年、NHK）
- ここに人あり（NHK）
  - 第53回「表彰」（1958年）
  - 第90回「村のお荷物」（1959年）
- 夫婦百景（NTV）
  - 第25回「童心夫婦」（1958年）
  - 第53回「今昔夫婦」（1959年）
  - 第85回「ガミガミ女房」（1959年）
  - 第113回「けんかと夫婦」（1960年）
- 日曜家庭劇場 / トラムペットの子守唄（1959年、NTV）
- 雑草の歌（1959年、NTV）
  - 第69回、第70回「第二の誕生」
  - 第80回「雀っ子」
- お好み日曜座 / モーニング（1959年、NHK） - 運転手
- ドキュメンタリードラマ 裁判 =裁かれた特ダネ=（1959年、KRT）
- この空の下に 第6回「愛の像」（1960年、NTV）
- 奔流（1960年、NET）
- テレビ劇場 / 冬の海辺（1960年、NHK）
- この空の下に 第9回「かもしか学園の誕生日」（1960年、NTV）
- クラボウ・ミステリー 影 / 夏の終わり（1960年、MBS）
- 東芝土曜劇場
  - 若い刑事（1960年、CX）
  - 検事の新妻（1962年、KTV）
- ドキュメンタリードラマ なかま（1961年、NHK）
- 日立劇場 / 裸の眼（1961年、TBS）
- 近鉄金曜劇場
  - 不知道（1962年、HBC）
  - 悲の器（1963年、TBS）
- 大河ドラマ（NHK）
  - 赤穂浪士（1964年） - 穂積源内
  - 樅ノ木は残った（1970年） - 領民
  - 風と雲と虹と（1976年） - 郎党
    - 第45話「叛逆の道」 - 第47話「国府占領」
    - 第49話「大進発」 - 第52話「久遠の虹」

  - 黄金の日日（1978年） - 一色藤長
  - 草燃える（1979年） - 平康頼、渋河兼守
  - 獅子の時代（1980年） -
- 虹の設計（1964年、NHK）
- 男ありて 第5話「山襞」（1964年、NTV）
- 七人の刑事 第2シーズン 第164話「傷痕」（1965年、TBS）
- 土曜グランド劇場 / 生あらばいつの日か（1965年、TBS）
- ポーラ名作劇場（NET）
  - いのちある日を（1965年）
  - 氾濫（1974年）
- 部長刑事（ABC）
  - 第382話「勇敢なる市民」（1966年）
  - 第434話「科学捜査員」（1967年）
- 木下恵介劇場→木下恵介アワー（TBS）
  - 記念樹（1966年 - 1967年）
  - おやじ太鼓 第一部 第1話（1968年）
  - 太陽の涙 （1971年） - 矢場
- 愛妻くん 第38話「アベック先生」（1967年、TBS）
- おさな妻 第21話「十二時間の恐怖」（1971年、12ch）
- 大江戸捜査網（12ch→TX / 三船プロ）
  - 第65話「江戸っ子義賊 夜に泣く」（1972年） - 木鼠の辰蔵
  - 第105話「江戸の灯をたやすな!」（1973年） - 山崎屋
  - 第260話「理由なき殺人」（1976年） - お篠の父
  - 第302話「雲仙に響く銃声!」（1977年）
  - 第314話「女刺青師 怒りの恨み節」（1977年） - 弥平
  - 第369話「殺意なき用心棒」（1978年） - 源兵衛
  - 第415話「鉄火女 涙の情け肌」（1979年） - 山代屋の番頭
  - 第435話「晴れ姿おんな隠密一番纏」（1980年）
  - 第452話「女の涙か夏の嵐」（1980年） - 常八
  - 第463話「炎から生まれた女」（1980年） - おみよの父
  - 第501話「かまいたちの毒牙」（1981年）
  - 第545話「魔の刻参上! 夜の勝負師」（1982年） - 惣兵衛
- 赤ひげ（1972年、NHK）
  - 第2話「狂女」
  - 第9話「阿芙蓉」
- 荒野の素浪人 第2シリーズ（1974年、NET）
  - 第10話「群狼の宿」
  - 第37話「奇習の村」
- 特捜記者 犯罪を追え（1974年、KTV）
  - 第2話
  - 第4話 - 第6話
  - 第10話
- 幡随院長兵衛お待ちなせえ 第6話「父娘を結ぶ琴の糸」（1974年、MBS）
- 暗闇仕留人 第13話「自滅して候」（1974年、ABC / 松竹） - 金右衛門
- 伝七捕物帳 第47話「情にかける女の意気地」（1974年、NTV）
- 破れ傘刀舟悪人狩り（NET）
  - 第24話「女囚の挽歌」（1975年） - 名主
  - 第38話「女肌地獄」（1975年） - 彦作
  - 第61話「さむらい無情」（1975年） - 市右衛門
  - 第119話「初春の虹をこえて」（1977年） - 嘉助
  - 第131話「さらば刀舟 江戸の街」（1977年） - 仁左衛門
- 太陽にほえろ!（NTV）
  - 第144話「タレ込み屋」（1975年） - 六
  - 第269話「みつばちの家」（1977年） - デパート屋上の老人
  - 第369話「その一言」（1979年） - 丸田謙介
  - 第459話「サギ師入門」（1981年） - 松村
  - 第612話「怒れる狙撃者」（1984年） - 小田達夫
- 愛のサスペンス劇場 / ガラスの絆（1975年、NTV）
- 大都会シリーズ（NTV）
  - 大都会 闘いの日々（1976年）
    - 第17話「約束」
    - 第31話「別れ」 - 白井の兄

  - 大都会 PARTII 第1話「追撃」（1977年） - 証言者のルンペン
  - 大都会 PARTIII 第12話「狂犬」（1978年）
- 金曜劇場 / 前略おふくろ様 第2シリーズ 第23話（1977年、NTV）
- 破れ奉行 第8話「長崎から来た女」（1977年、ANB / 中村プロ） - 八助
- 日本の戦後 第3集「酒田紀行 農地改革の軌跡」（1977年、NHK） - 本間光次
- 金曜ドラマ / 岸辺のアルバム 第3話（1977年、TBS）
- 銭形平次 第583話「お民の初恋」（1977年、CX）
- 新五捕物帳（NTV）
  - 第5話「掟の陰に消えた女」（1977年）
  - 第44話「阿波木偶秘聞・後」（1978年）
  - 第113話「鈴哀し夢の故郷」（1980年）
  - 第166話「はかなき百両の恋」（1981年）
- 青春の門 第二部 第19話、第22話（1978年、TBS）
- 花王 愛の劇場（TBS）
  - 白衣の姉妹（1978年）
  - トラックかあちゃん（1983年）
  - 妻の定年（1983年） - 生沼謙作
- 特捜最前線（ANB）
  - 第66話「判決・毒薬を盛った女!」、第67話「判決II・自白を翻した女!」（1978年）
  - 第121話「マニキュアを塗った弁護士!」（1979年）
  - 第233話「判決・横須賀ドブ坂通り!」（1981年）
  - 第373話「呪われた死者の呼ぶ声!」（1984年）
  - 第451話「暴走・ロード募金殺人行?!」（1986年）
- 若さま侍捕物帳 第17話「参上!! 子ども鼠」（1978年、ANB） - 孫作
- 破れ新九郎 第5話「哀愁 女の十字路」（1978年、ANB / 中村プロ） - 五平
- 水戸黄門 第9部 第24話「弟思いの一番勝負 -川越-」（1979年、TBS） - 伍助
- 半七捕物帳 第3話「矢がすりの女」（1979年、ANB）
- ザ・スペシャル 青春の昭和史Ⅱ三十秒の狙撃兵（1979年12月20日、ANB） - 広田画伯
- 土曜ドラマ / 阿修羅のごとく パート2 第1話「花いくさ」（1980年、NHK）
- 江戸の牙 第23話「笑って泣いて 長屋の恋物語」（1980年、ANB）
- 鬼平犯科帳 第1シリーズ 第8話「おしま金三郎」（1980年、ANB）
- Gメン'75 第281話「夜歩く魔物の花嫁」（1980年、TBS） - 島田義一
- 俺はおまわり君 第19話「岡班長、死なないで!」（1981年、NTV）
- 同心暁蘭之介 第12話「密会の女」（1981年、CX）
- 金曜劇場 / 早春スケッチブック 第3話（1983年、CX）
- 遠山の金さん 第1シリーズ（ANB）
  - 第105話「うたかたの夢・悪夢を見た華園の女!」（1984年） - 治平
  - 第128話「哀愁の女舞踊家お蝶の恋!」（1985年） - 治平
- あぶない刑事 第34話「変身」（1987年、NTV）
- 火曜ミステリー劇場 / 十津川警部の挑戦（1990年、ANB）
- サントリーミステリースペシャル / あなたに10億円さしあげます! 連続殺人（1996年、ABC）

### その他
- 毒薬と老嬢（1979年、博品館劇場）